# عبد الله سلامة زريقات
عبدالله سلامة زريقات (مواليد 1912) هو دبلوماسي الأردن كان سفيراً للأردن في عدة بلدان.

## المناصب
- من عام 1934 إلى عام 1937 كان مستشاراً في محكمة عمان.
- من عام 1937 إلى عام 1943 كان موظفًا في القضاء والإدارة.
- من عام 1943 التحق بالخدمة الخارجية ومثل الحكومة الأردنية في عدة دورات في جامعة الدول العربية.
- من عام 1948 أصبح مستشاراً للسفارة الأردنية في لبنان وترأس مؤتمراً فكرياً.
- من عام 1949 إلى عام 1957 كان سفيراً في بغداد (العراق)
- من عام 1958 إلى عام 1961 كان سفيراً في بون (ألمانيا)
- من عام 1961 إلى عام 1965 كان سفيراً في بيروت (لبنان) مع الاعتماد الدبلوماسي المتزامن في أثينا (اليونان).
- من عام 1965 إلى يوليو 1968 كان سفيراً في موسكو ( الاتحاد السوفيتي ).
- من عام 1968 إلى 1970 كان سفيراً في بيروت (لبنان). [1]